# Byhleguhre-Byhlen
Byhleguhre-Byhlen (in basso sorabo Běła Góra-Bělin) è un comune di 767 abitanti del Brandeburgo, in Germania.

Appartiene al circondario di Dahme-Spreewald ed è parte dell'Amt Lieberose/Oberspreewald.

## Storia
Dal 1937 al 1945 Byhleguhre portò il nome Geroburg e Byhlen il nome Waldseedorf.